# Nikoloz Ckitiszwili
Nikoloz Ckitiszwili (gruz. ნიკოლოზ ცქიტიშვილი; ur. 14 kwietnia 1983 w Tbilisi) – gruziński koszykarz, występujący na pozycjach skrzydłowego oraz środkowego, aktualnie zawodnik Bejrut Club.
25 września 2015 roku podpisał umowę z zespołem Los Angeles Clippers. Nieco ponad 2 tygodnie później, 11 października związał się z chińskim klubem Fujian Sturgeons.
29 grudnia 2017 został zawodnikiem libańskiego Byblos Sporting Club.
8 stycznia 2019 podpisał umowę z libańskim Bejrut Club.

## Osiągnięcia
Drużynowe
- 3. miejsce w Eurolidze (2002)
- Mistrz:
  - Iranu (2012)[6]
  - Włoch (2002)[1]
- Zdobywca:
  - pucharu:
    - Azji (2012)
    - Ligi Zachodnioazjatyckiej (2012, 2013)

  - superpucharu Włoch (2002)
- Uczestnik rozgrywek pucharu Koracia (1999–2001)

Indywidualne
- Zaliczony do I składu[6]:
  - letniej ligi NBA:
    - All-Rebook Rocky Mountain Revenue (2004)
    - All-Rebook Vegas Summer League (2004)

  - All-WABA League (2012 przez Asia-Basket.com)

Reprezentacja
- Mistrz Eurobasketu dywizji B (2009)
- Uczestnik:
  - mistrzostw Europy:
    - 2011 – 11. miejsce, 2013 – 17. miejsce[7]
    - dywizji B (2005, 2007, 2009)
    - U–16 (1999 – 7. miejsce)